# Pampa del Infierno
Pampa del Infierno är en kommunhuvudort i Argentina.   Den ligger i provinsen Chaco, i den norra delen av landet, 900 km norr om huvudstaden Buenos Aires. Pampa del Infierno ligger 126 meter över havet och antalet invånare är 8 176.
Terrängen runt Pampa del Infierno är mycket platt. Runt Pampa del Infierno är det mycket glesbefolkat, med 2 invånare per kvadratkilometer..
I omgivningarna runt Pampa del Infierno växer i huvudsak lövfällande lövskog.